# Џон Велс
Њу Орлеанс
Џон Велс (енгл. John Wells, 1859 — Њу Орлеанс, Луизијана 18. април 1929) је бивши амерички веслач, освајач бронзане медаље на Летњим олимпијским играма 1904. у Сент Луису.
На играма 1904. Велс је учествовао само у такмичењима дубул скулова, на половини стази која је била дуга 1,5 миљу (2.414 м) и заузео треће место са непознатим резултатом. Возио је у пару са Џозефом Раванаком
Био је члан веслачког клуба Индепендент из Њу Орлеанса, где је био тренер младих. Његова веслачка каријера је трајала од 1888. до 1916. године